# Албрехт I фон Анхалт
Албрехт I фон Анхалт (на немски: Albrecht I von Anhalt; † 14 септември 1324) от род Аскани, е епископ на Халберщат (1304 – 1324).

## Живот
Той е вторият син на Бернхард I (1218 – 1287), княз на Анхалт-Бернбург, и принцеса София Датска (1240 – 1284), дъщеря на Абел, крал на Дания (1250 – 1252). Брат е на княз Йохан I († 1291), княз Бернхард II († 1323), княз на Анхалт-Бернбург, и Хайнрих († 1324), приор на доминиканците в Халберщат.
През 1304 г. Албрехт I последва епископ Херман фон Бланкенбург (1296 – 1304). През 1325 г. той е последван като епископ от Албрехт II фон Брауншвайг-Люнебург.